# 100%小狼人
《100%小狼人》（英語：100% Wolf）是一部2020年電腦動畫喜劇電影，改編自傑恩·萊昂斯（Jayne Lyons）2009年的同名小說。由亞歷克斯·斯塔德曼（Alexs Stadermann）執導，亞歷克西亞·蓋茨-福爾（Alexia Gates-Foale）和芭芭拉·斯蒂芬（Barbara Stephen）製作。

## 劇情
法芳家族（Farfang）是一個狼人家族，法芳家族每到滿月的夜晚，都會集體變身成狼出動進行拯救市民的任務，在一次任務中，狼人家族大家長弗萊士哈特（Flasheart）為了拯救一個冰淇淋車攤販，意外掉落懸崖。
六年過去，狼人家族不斷搜尋著弗萊士哈特的下落，而佛萊迪（Freddy）身為弗萊士哈特的兒子，在成年後的第一個滿月之夜，即將繼位成為狼人家族的新領袖，他也相信自己會成為史上最威猛的狼人，但在滿月變身之夜，竟意外變身為一隻毛絨絨的貴賓狗。
狼人家族認為貴賓狗形象的佛萊迪不具備成為新的狼人家族領袖的資格，在叔叔霍茲波（Hotspur）的慫恿之下，狼人家族決定將佛萊迪掛上銀頸圈後放逐，這樣可以避免佛萊迪變回人類，流落街頭的佛萊迪，結識了流浪犬巴蒂（Batty），並與巴蒂漸漸培養出了濃厚的情感。
佛萊迪在路邊再次遇上了六年前的冰淇淋車攤販克里普（Cripp），但卻被克里普活捉了起來，原來是因為克里普在六年前見到弗萊士哈特後，相信著滿月狼人傳說的存在，因此變成一個誓死都要將狼人祕密公諸於世的狼獵人，克里普認定佛萊迪似乎有著狼人血統，將要把他抓回做進一步化驗時，巴蒂即時將佛萊迪救出，並帶著佛萊迪回到巴蒂棲身的流浪小窩。
佛萊迪在流浪小窩欲向巴蒂表明他的狼人身分，卻被埋伏已久的捕狗大隊抓起，雙雙被帶到了流浪狗收管處，而流浪狗收管處的最高主管即是霍茲波，霍茲波成立流浪狗收管處的目的，是將狼人家族視為世仇的狗集中起來，以其狗毛做成假髮，徹底消滅家族長久以來最討厭的物種。
佛萊迪與巴蒂在收管處結識了其他流浪狗特維奇（Twitchy）、哈米什（Hamish）與布魯諾（Bruno），而抓到佛萊迪的收管處向霍茲波通報，霍茲波則下令將佛萊迪與吃狗妖怪單獨關在一起，佛萊迪本擔心吃狗妖怪會吃了他，但在漆黑的牢房看清楚後，發現所謂的吃狗妖怪其實就是失蹤了六年的父親弗萊士哈特。
弗萊士哈特其實在六年前就知曉霍茲波想要奪權成為領袖，而被迫進入收管處則是霍茲波精心策畫的結果，弗萊士哈特相當輕鬆地就將佛萊迪的銀頸圈取下，只要照到太陽，佛萊迪就能變回人類。
佛萊迪及他的流浪狗朋友們一同合作，將弗萊士哈特救離了收管處，一行人回到法芳莊園，適逢又是一個月圓之夜，霍茲波已在進行繼位儀式，弗萊士哈特與佛萊迪打斷了霍茲波的繼位儀式，並向家族公開了霍茲波的陰謀，霍茲波惱羞成怒，與佛萊迪展開最終決戰。
佛萊迪用雖小巧的身體卻對比巨大的狼嚎，將霍茲波從高台轟下，成功成為了法芳家族的新繼位者，佛萊迪上任後表示，他要將所有多年來在流浪狗收管處失去自由的狗狗全部釋放，並且決定不再將狗視為世仇，以人類之姿重現於流浪狗朋友圈前的佛萊迪，讓巴蒂、特維奇、哈米什與布魯諾開心的在莊園玩耍，大吃大喝，過上牠們在流浪狗時期從來沒有過的好生活。

## 外部連結
- 互联网电影数据库（IMDb）上《100%小狼人》的资料（英文）